# Eupithecia repetita
Eupithecia repetita là một loài bướm đêm trong họ Geometridae.